# Dušan Čamprag
Dušan Čamprag (en serbe cyrillique : Душан Чампраг ; né le 14 mars 1925 à Ada et mort le 22 mars 2021 à Novi Sad,) est un entomologiste serbe. Il est membre de l'Académie serbe des sciences et des arts et membre de la Section de Novi Sad de l'Académie serbe des sciences et des arts.
Ses domaines de recherches sont l'entomologie agricole et la phytomédecine.

## Biographie
Né à Ada, dans l'actuelle province autonome de Voïvodine en Serbie, Dušan Čamprag effectue ses études élémentaires et secondaires à Novi Sad puis il suit les cours de la Faculté d'agriculture de l'université de Belgrade en 1946. Il complète sa formation à l'université de Budapest, avant d'obtenir un diplôme de l'université de Belgrade en 1951. La même année, il commence une spécialisation de le domaine de la protection des plantes à l'Institut de recherche agricole de Novi Sad. Entre 1952 et 1956, il travaille à l'Institut du sucre de betterave à Crvenka, dans la province de Voïvodine et, en 1957, il est élu en tant que professeur assistant au département d'entomologie agricole de la Faculté d'agriculture de Novi Sad, où il travaille dans l'équipe de l'académicien Pavle Vukasović. En 1961, Čamprag obtient un doctorat de la Faculté d'agriculture, avec une thèse portant sur les Curculionidae dans la région de la Bačka. En 1969, il devient professeur associé puis, en 1975, professeur de plein droit dans la même faculté.
En 1982, il est élu membre honoraire de la Société d'entomologie de Hongrie ; en 1989, il reçoit le titre de docteur honoris causa de l'université de Pannonie de Keszthely, en Hongrie. En 1979, il est élu membre correspondant de l'Académie des sciences et des arts de Voïvodine et, en 1987, il en devient membre de plein droit. En 1991, il est élu membre correspondant de l'Académie serbe des sciences et des arts et en devient membre de plein droit en 1998. En 2004, il devient membre étranger de l'Académie hongroise des sciences,.